# Campeonato Europeo Sub-18 1973
El Campeonato Europeo Sub-18 1973, de fútbol, se llevó a cabo del 31 de mayo al 10 de junio en Italia y contó con la participación de 16 selecciones juveniles de Europa provenientes de una fase eliminatoria.
Inglaterra, campeón de las dos ediciones anteriores, venció en la final a Alemania Democrática para conseguir su sexto título del torneo y tercero de manera consecutiva.

## Eliminatoria

### Eliminación Directa
| Equipo 1   | Agr. | Equipo 2 | Ida | Vuelta |
| ---------- | ---- | -------- | --- | ------ |
| Malta      | 1–5  | Austria  | 1–1 | 0–4    |
| Luxemburgo | 2–3  | Islandia | 2–1 | 0–2    |
| Irlanda    | 3–1  | Suecia   | 2–1 | 1–0    |
| Finlandia  | 0–1  | Noruega  | 0–0 | 0–1    |

### Fase de grupos

#### Grupo 5
| País     | J | G | E | P | GF | GC | GD | Pts |
| -------- | - | - | - | - | -- | -- | -- | --- |
| Bélgica  | 4 | 2 | 1 | 1 | 7  | 5  | +2 | 5   |
| Portugal | 4 | 2 | 0 | 2 | 5  | 7  | –2 | 4   |
| España   | 4 | 1 | 1 | 2 | 7  | 7  | 0  | 3   |

|  | Portugal | 2–1 | España   |
|  | España   | 3–1 | Portugal |
|  | Bélgica  | 2–1 | España   |
|  | Bélgica  | 3–1 | Portugal |
|  | España   | 2–2 | Bélgica  |
|  | Portugal | 1–0 | Bélgica  |

#### Grupo 6
| País             | J | G | E | P | GF | GC | GD | Pts |
| ---------------- | - | - | - | - | -- | -- | -- | --- |
| Alemania Federal | 4 | 2 | 2 | 0 | 5  | 2  | +3 | 6   |
| Polonia          | 4 | 2 | 0 | 2 | 6  | 5  | +1 | 4   |
| Países Bajos     | 4 | 0 | 2 | 2 | 2  | 6  | –4 | 2   |

|  | Países Bajos     | 0–0 | Alemania Federal |
|  | Países Bajos     | 1–2 | Polonia          |
|  | Alemania Federal | 1–1 | Países Bajos     |
|  | Polonia          | 0–1 | Alemania Federal |
|  | Polonia          | 3–0 | Países Bajos     |
|  | Alemania Federal | 3–1 | Polonia          |

#### Grupo 7
| País    | J | G | E | P | GF | GC | GD | Pts |
| ------- | - | - | - | - | -- | -- | -- | --- |
| Escocia | 4 | 2 | 1 | 1 | 7  | 5  | +2 | 5   |
| Francia | 4 | 2 | 0 | 2 | 6  | 7  | –1 | 4   |
| Gales   | 4 | 1 | 1 | 2 | 3  | 4  | –1 | 3   |

|  | Gales   | 1–1 | Escocia |
|  | Escocia | 1–0 | Gales   |
|  | Gales   | 2–1 | Francia |
|  | Francia | 0–3 | Escocia |
|  | Escocia | 2–4 | Francia |
|  | Francia | 1–0 | Gales   |

#### Grupo 8
| País       | J | G | E | P | GF | GC | GD | Pts |
| ---------- | - | - | - | - | -- | -- | -- | --- |
| Rumania    | 4 | 2 | 2 | 0 | 5  | 2  | +3 | 6   |
| Grecia     | 4 | 2 | 1 | 1 | 6  | 5  | +1 | 5   |
| Yugoslavia | 4 | 0 | 1 | 3 | 2  | 6  | –4 | 1   |

|  | Yugoslavia | 1–2 | Grecia     |
|  | Rumania    | 0–0 | Yugoslavia |
|  | Grecia     | 2–1 | Yugoslavia |
|  | Grecia     | 0–1 | Rumania    |
|  | Rumania    | 2–2 | Grecia     |
|  | Yugoslavia | 0–2 | Rumania    |

#### Grupo 9
| País            | J | G | E | P | GF | GC | GD | Pts |
| --------------- | - | - | - | - | -- | -- | -- | --- |
| Unión Soviética | 4 | 3 | 1 | 0 | 8  | 4  | +4 | 7   |
| Hungría         | 4 | 1 | 1 | 2 | 4  | 6  | –2 | 3   |
| Turquía         | 4 | 0 | 2 | 2 | 5  | 7  | –2 | 2   |

|  | Unión Soviética | 3–2 | Turquía         |
|  | Turquía         | 1–1 | Hungría         |
|  | Unión Soviética | 2–0 | Hungría         |
|  | Turquía         | 1–1 | Unión Soviética |
|  | Hungría         | 1–2 | Unión Soviética |
|  | Hungría         | 2–1 | Turquía         |

## Clasificados
| - Austria - Bélgica - Bulgaria - Checoslovaquia | - Dinamarca - Alemania Democrática - Inglaterra - Alemania Federal | - Islandia - Italia (anfitrión) - Noruega - Rumania | - Irlanda - Escocia - Unión Soviética - Suiza |

## Fase de grupos

### Grupo A
| País             | J | G | E | P | GF | GC | GD | Pts |
| ---------------- | - | - | - | - | -- | -- | -- | --- |
| Italia           | 3 | 3 | 0 | 0 | 5  | 1  | +4 | 6   |
| Rumania          | 3 | 2 | 0 | 1 | 4  | 4  | 0  | 4   |
| Alemania Federal | 3 | 1 | 0 | 2 | 2  | 3  | –1 | 2   |
| Noruega          | 3 | 0 | 0 | 3 | 2  | 5  | –3 | 0   |

| 31 de mayo | Italia           | 3–1 | Rumania          |
|            | Alemania Federal | 2–1 | Noruega          |
| 2 de junio | Noruega          | 0-1 | Italia           |
|            | Rumania          | 1–0 | Alemania Federal |
| 4 de Junio | Italia           | 1–0 | Alemania Federal |
|            | Rumania          | 2–1 | Noruega          |

### Grupo B
| País            | J | G | E | P | GF | GC | GD | Pts |
| --------------- | - | - | - | - | -- | -- | -- | --- |
| Bulgaria        | 3 | 2 | 1 | 0 | 6  | 3  | +3 | 5   |
| Unión Soviética | 3 | 2 | 1 | 0 | 3  | 1  | +2 | 5   |
| Irlanda         | 3 | 1 | 0 | 2 | 3  | 5  | –1 | 2   |
| Dinamarca       | 3 | 0 | 0 | 3 | 4  | 7  | –3 | 0   |

| 31 de mayo | Unión Soviética | 1–0 | Irlanda         |
|            | Dinamarca       | 2-3 | Bulgaria        |
| 2 de junio | Unión Soviética | 1–0 | Dinamarca       |
|            | Bulgaria        | 2–0 | Irlanda         |
| 4 de Junio | Irlanda         | 3–2 | Dinamarca       |
|            | Bulgaria        | 1–1 | Unión Soviética |

### Grupo C
| País       | J | G | E | P | GF | GC | GD | Pts |
| ---------- | - | - | - | - | -- | -- | -- | --- |
| Inglaterra | 3 | 2 | 1 | 0 | 4  | 0  | +4 | 5   |
| Bélgica    | 3 | 1 | 2 | 0 | 3  | 1  | +2 | 4   |
| Suiza      | 3 | 1 | 0 | 2 | 2  | 5  | –3 | 2   |
| Islandia   | 3 | 0 | 1 | 2 | 2  | 5  | –3 | 0   |

| 31 de mayo | Inglaterra | 2–0 | Islandia   |
|            | Bélgica    | 2–0 | Suiza      |
| 2 de junio | Inglaterra | 2–0 | Suiza      |
|            | Islandia   | 1–1 | Bélgica    |
| 4 de Junio | Bélgica    | 0–0 | Inglaterra |
|            | Suiza      | 2–1 | Islandia   |

### Grupo D
| País                 | J | G | E | P | GF | GC | GD | Pts |
| -------------------- | - | - | - | - | -- | -- | -- | --- |
| Alemania Democrática | 3 | 2 | 1 | 0 | 7  | 4  | +3 | 5   |
| Checoslovaquia       | 3 | 1 | 1 | 1 | 4  | 4  | 0  | 3   |
| Escocia              | 3 | 1 | 0 | 2 | 3  | 4  | –1 | 2   |
| Austria              | 3 | 0 | 2 | 1 | 2  | 4  | –2 | 2   |

| 31 de mayo | Austria              | 1–1 | Alemania Democrática |
|            | Checoslovaquia       | 1–0 | Escocia              |
| 2 de junio | Alemania Democrática | 3–1 | Escocia              |
|            | Austria              | 1–1 | Checoslovaquia       |
| 4 de Junio | Alemania Democrática | 3–2 | Checoslovaquia       |
|            | Escocia              | 2–0 | Austria              |

## Fase final
|  | Semifinales             | Semifinales             |   |                        | Final                  | Final |  |
|  |                         |                         |   |                        |                        |       |  |
|  |                         |                         |   |                        |                        |       |  |
|  | Viareggio, 7 de junio   |                         |   |                        |                        |       |  |
|  | Italia                  | 0                       |   |                        |                        |       |  |
|  | Inglaterra              | 1                       |   |                        |                        |       |  |
|  |                         |                         |   |                        |                        |       |  |
|  |                         |                         |   |                        | Florencia, 10 de junio |       |  |
|  |                         |                         |   |                        | Inglaterra (TE)        | 3     |  |
|  |                         | Alemania Democrática    | 2 |                        |                        |       |  |
|  |                         |                         |   |                        |                        |       |  |
|  |                         |                         |   |                        |                        |       |  |
|  |                         |                         |   |                        | Tercer lugar           |       |  |
|  | Montecatini, 7 de junio | Montecatini, 7 de junio |   | Florencia, 10 de junio | Florencia, 10 de junio |       |  |
|  | Alemania Democrática    | 1                       |   | Bulgaria               | 0                      |       |  |
|  | Bulgaria                | 0                       |   |                        | Italia                 | 1     |  |

## Campeón
| Eurocopa Sub-18 1973  |
| --------------------- |
| Bandera de Inglaterra |
| Inglaterra 6º Título  |